# 泉州公交X6路
泉州公交X6路是中华人民共和国泉州市境内的一条公共交通线路。该线为环线，全程2公里。执行招手即停上车方式，运营时间为工作日8:00-18:00，周末及法定假日期间不运营。

## 历史
- 2016年6月，泉州市交通运输委员会批准泉州公交关于开通X6等社区巴士线路的请示[1]
- 2016年12月1日，X6路开通运营。初期运营时间工作日8:00-13:00、14:20-18:00，初期配车为4部朗晴LQY113B型电瓶车。
- 2017年12月16日，X6路更换为4部戴尔乐DEL6091型电瓶车，原配4部LQY113B转入古城系统运营。运营时间调整为工作日8:00-18:00。
- 2021年1月4日，X6全线更换为3部卓越D-G9型电动巴士，原配4部戴尔乐DEL6091退至古城系统运营。[2]
- 2022年3月16日，因疫情防控要求，X6路暂停运营至4月17日。[3]
- 2022年4月18日，X6路恢复运营。[4]
- 该线自开通至今，皆为免费乘坐。亦是大泉州范围内，少数免费乘坐的公交线路之一。

## 范围

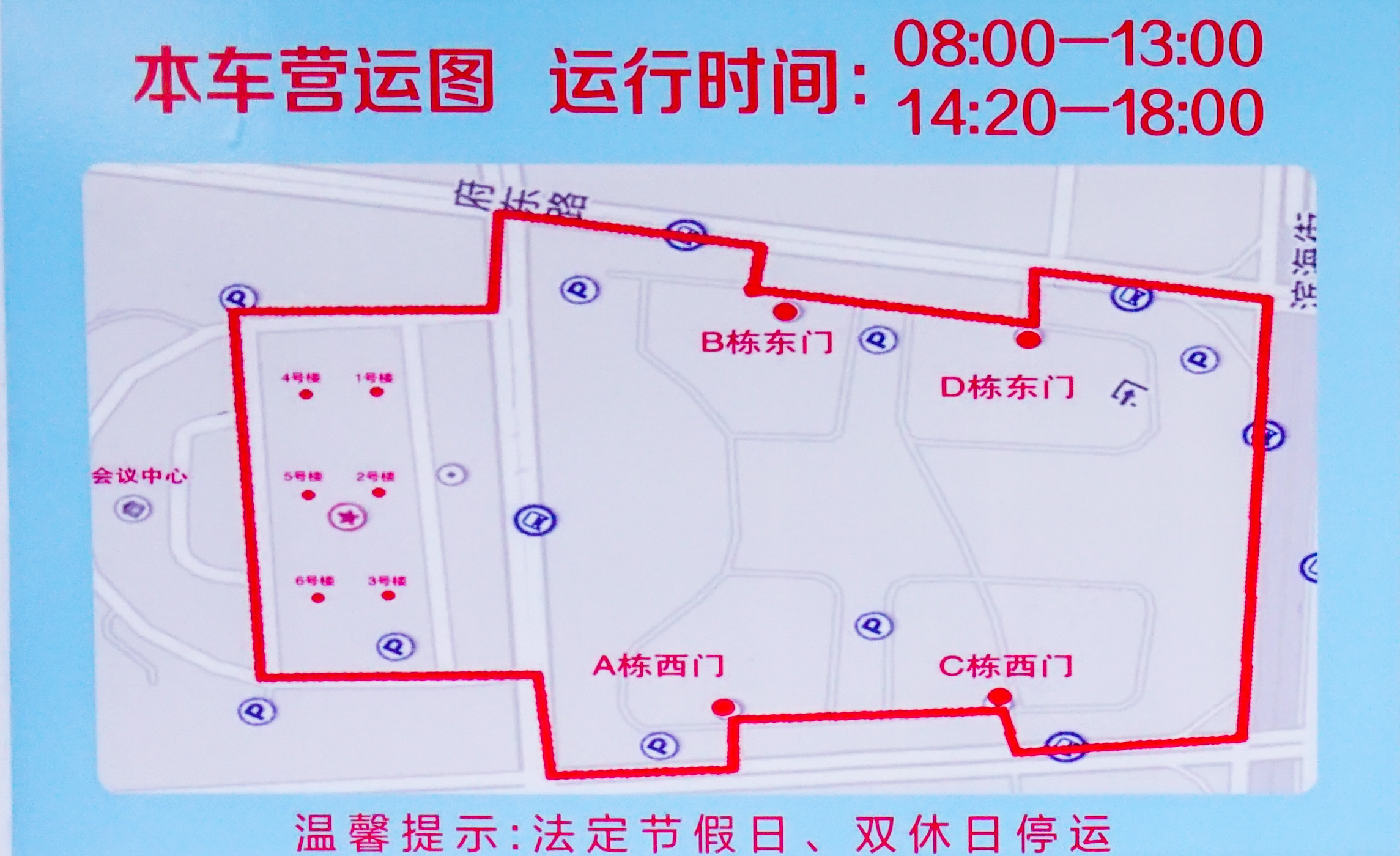
X6路运营范围示意图

## 票价
- X6路为免费乘坐，票价¥0。
- 投币、刷卡均不可使用

## 配车
X6路配车数总计3部，其中：
- 卓越D-G9 3部

- 朗晴LQY113B
（2016.12 - 2017.12）
- 戴尔乐DEL6091
（2017.12 - 2020.12）
- 卓越D-G9
（2021.1 - ）

## 相关
- 泉州公交线路列表